# Stanîlivka, Pohrebîșce
Stanîlivka (în ucraineană Станилівка) este localitatea de reședință a comunei Stanîlivka din raionul Pohrebîșce, regiunea Vinnița, Ucraina.

## Demografie
Componența lingvistică a localității Stanîlivka
     Ucraineană (99,06%)
     Alte limbi (0,94%)
Conform recensământului din 2001, majoritatea populației localității Stanîlivka era vorbitoare de ucraineană (99,06%), existând în minoritate și vorbitori de alte limbi.

## Legături externe
- pl Staniłówka în Dicționarul geografic al Regatului Poloniei și al altor țări slave, volum XI (Sochaczew — Szlubowska Wola) 1890